# ناجي الجرف
ناجي الجرف (1977 - 27 ديسمبر 2015) هو كاتب وصحفي ومحرر ومخرج أفلام سوري.

## حياته
ولد عام 1977 بمدينة السلمية في محافظة حماة لعائلة شيعية إسماعيلية، ودرس الفلسفة بجامعة تشرين في اللاذقية، ثم عمل بمجال الصحافة، والإخراج السينمائي، وتزوج من الشاعرة السورية بشرى قشمر، وأنجب الزوجان ابنتين.
عُرِف ناجي الجرف بمعارضته لنظام الرئيس السوري بشار الأسد، ولتنظيم الدولة الإسلامية داعش، وانضمامه لمجموعة الرقة تذبح بصمت، حيث أعد الكثير من التقارير الصحفية، وأخرج عددًا من الأفلام الوثائقية التي توثق جرائم داعش في سوريا، وقام تنظيم داعش باغتياله في السابع والعشرين من ديسمبر عام 2015 أثناء وجوده بمدينة غازي عنتاب في جنوبي شرق تركيا، وودفن بمقبرة يشيل كنت بمدينة عنتاب التركية.

## مسيرته
عمل ناجي الجرف بالصحافة، وأسس مجلة حنطة السورية التي ترصد المشاهدات اليومية في حياة المواطن السوري، وترأس تحريرها، وكتب مقالات عن الأسرى، والشهداء، واللاجئين، والأكراد، والفلسطينيين، والجيش السوري الحر، وداعش، وطرح أسئلة أوسع تتعلق بمستقبل سوريا والثورة، ثم أسس مجلة حنطاوي الموجهة للقراء اليافعين الذين تتراوح أعمارهم بين 9 و15 عامًا، كما عمل مخرجًا وأخرج العديد من الأفلام الوثائقية لشبكة وقناة الجزيرة في دمشق، ومع اندلاع الثورة السورية عام 2011، انخرط ناجي في العمل السياسي في صفوف المعارضة السورية، وعُرف بمعارضته لنظام بشار الأسد، وكذا معارضته لتنظيم الدولة الإسلامية داعش، واشتهر في الأوساط الثورية وبين النشطاء السياسيين بـ«الخال» لتوجيهه وتدريبه للشباب خلال أيام الثوة، وأسس مكتبًا إعلاميًّا بمدينة السلمية تفرعت منه لجان تنسيقية مختلفة في المدينة، ثم انضم إلى حملة الرقة تذبح بصمت التي أسسها سرًا نشطاء سوريون في عام 2014 لهدف فضح وتوثيق جرائم تنظيم داعش الإرهابي في سوريا، وأصبح متحدثًا إعلاميًّا باسم الحملة، كما عمل مديرًا لمؤسسة «بصمة سورية». وفي عام 2012 اضطر ناجي الجرف إلى مغادرة سوريا مع عائلته إلى تركيا، وهناك عمِل على توثيق الفظائع التي ارتكبها تنظيم داعش وجرائم النظام السوري.

## أعماله
كتب ناجي الجرف العديد من المقالات والتقارير الصحافية لعدد من الصحف والمجلات ووكالات الأنباء والشبكات الإخبارية العربية والعالمية، كما أخرج عددًا من الأفلام الوثائقية، ومنها:
- داعش في حلب: أذاعت قناة العربية الفيلم، وحقق ما يزيد من 12 مليون مشاهدة، كما نشر الفيلم على موقع يوتيوب في 31 ديسمبر 2015 وحقق ما يزيد عن 75000 مشاهدة،[17][18] ويرصد الفيلم عددًا من جرائم تنظيم داعش في مدينة حلب السورية، ومن بينها قتل داعش لنشطاء إعلاميين، ولعاملين بالقطاع الصحي.[19]

## اغتياله
تلقى ناجي الجرف قبل وفاته عددًا من رسائل التهديد من مجهولين عبر الهاتف وعبر حسابه الشخصي على موقع التواصل الاجتماعي فيسبوك، كما نجا من عدة محاولات اغتيال فاشلة كانت إحداها من خلال تفجير سيارته حيث ضبطت الشرطة التركية شخصا يحاول زرع عبوة ناسفة أسفل سيارته. وفي حوالي الساعة الثالثة والثلث تقريبًا من مساء السابع والعشرين من ديسمبر عام 2015، كان ناجي الجرف مارًا أمام أحد المطاعم في منطقة أوغور بلازا في وسط مدينة غازي عنتاب التركية ويتأهب لدخول المطعم لشراء بعض الطعام لبناته من المطعم، عندما مرت سيارة بيضاء بها رجل ملثم ومسلح بمسدس مزود بكاتم للصوت أطلق منه طلقًا ناريًا وأصاب ناجي الجرف في رأسه إصابة نقل على إثرها إلى مستشفى أراليك الحكومي حيث توفى على الفور، وأعلن تنظيم الدولة الإسلامي داعش في تلك الليلة عبر موقعه باللغة الإنجليزية على شبكة الإنترنت مسؤوليته عن عملية الاغتيال، كما أعلنت كما أعلن التنظيم مسؤوليته عن قتل صحفيين آخرين من زملائه بقطع رأسيهما في أوائل نوفمبر عام 2015 في أورفة التركية.
أعلنت شرطة ولاية غازي عنتاب التركية في السابع من يناير (كانون ثانِ) عام 2016 أنها ألقت القبض على أحد المشتبه بهم في حادث قتل ناجي الجرف، وفي محاكمة سرية لما يسمح لعائلة الجرف أو محامٍ عنهم بحضورها أجريت في التاسع من يونيو (حزيران) عام 2017 أصدرت المحكمة حكمين بالسجن المؤبد بحق يوسف حمد الشفريحي لمحاولته قلب النظام الدستوري التركي بانتمائه لتنظيم الدولة الإسلامية داعش، وبتهمة قتل ناجي الجرف، كما حكم عليه بالسجن خمس سنوات وخمسة أشهر أخرى بتهمة حيازة مواد متفجرة، وحيازة سلاح ممنوع، وبرأت المحكمة ثلاثة مشتبه بهم آخرين لعدم كفاية الأدلة.

## التأثير
كان ناجي الجرف أحد مؤسسي حملة الرقة تذبح بصمت، ومتحدثًا إعلاميًا باسم الحملة، وساهم في تمويل وتقديم المساعدات الإنسانية للنازحين السوريين والمهجرين قسريًا، كما قام بتدريب عدد من النشطاء والشباب السوريين على صناعة الأفلام الوثائقية.

## ردود الأفعال
أدانت إيرينا بوكوفا، المديرة العامة لمنظمة اليونسكو حادث اغتيال ناجي الجرف، وعبرت عن ثقتها في أن التحقيق في مقتل ناجي الجرف سيؤتي ثماره وأن المسؤولين عن هذه الجريمة سيحاكمون، ودعا المتحدث باسم لجنة حماية الصحفيين السلطات التركية إلى تقديم قتلة ناجي الجرف إلى العدالة بسرعة وشفافية، وإلى تكثيف الإجراءات لحماية جميع الصحفيين السوريين على الأراضي التركية. وبدأ نشطاء سوريون في مشاركة لقطات من أفلامه الوثائقية عن داعش، كان ناجي الجرب قد نشرها على موقع يوتيوب في وقت سابق، وانتشرت اللقطات عبر وسائل التواصل الاجتماعي الأخرى، تزامنًا مع إدانة العديد من المنظمات والجهات والأفراد لحادث مقتل الجرف وللأطراف الضالعة فيه.

كان الجرف شخصًا محبوبًا من بين العديد من نشطاء المعارضة السورية، وتسببت وفاته في إحداث صدمة وقشعريرة في أوساط النشطاء السوريين الذين يعيشون في مدينة غازي عنتاب ومختلف المدن التركية، وأفاد حسن صديق الجرف: 
أتوقع وآمل أن تجد السلطات التركية القاتل. وإلا فلن ننساه ولن تنسى هذه القضية.
وذكرت بشرى قشمر زوجة ناجي الجرف إن اغتياله كان بمثابة كابوس بالنسبة لها، وأنها ما زالت تستيقظ كل صباح وتبحث عنه حيث اعتادا أن يقفا ويمزحان ويضحكان معًا.

## جوائز
فاز الفيلم الوثائقي «داعش في حلب» الذي أنتجته مجموعة الرقة تذبح بصمت، وأخرجه ناجي الجرف بجائزة لجنة حماية الصحفيين الدولية لحرية الصحافة في نوفمبر (تشرين الثاني) من عام 2015.